# Jablunivka (okres Chust)
Jablunivka, ukrajinsky Яблунівка, maďarsky Jablonovka, je vesnice v jednotném územním společenství Vyškovská venkovská komunita, v okrese Chust v Zakarpatské oblasti Ukrajiny. Leží na pravém břehu Tisy mezi městy Vyškovo a Ťačiv. V roce 2025 zde žilo 1451 obyvatel.

## Historie
Do uzavření Trianonské smlouvy byla ves součástí Uherska, poté byla součástí Československa. V roce 1939 byla okupována Maďarskem. Od roku 1945 byla součástí Ukrajinské sovětské socialistické republiky, která byla součástí SSSR. Od roku 1991 je součástí nezávislé Ukrajiny